# Universiteit van Umeå
De Universiteit van Umeå (Umeå universitet) is een openbare universiteit in de Zweedse stad Umeå. De universiteit werd in 1965 opgericht. Aan de universiteit studeren ongeveer 34.200 studenten.

## Organisatie
De Universiteit van Umeå kent vier faculteiten, negen instituten op haar campus en daarnaast nog enkele onafhankelijke afdelingen in de steden Skellefteå en Örnsköldsvik. 

### Faculteiten
- Faculteit Kunsten
- Faculteit Geneeskunde
- Faculteit Wetenschap en Technologie
- Faculteit Sociale Wetenschappen

### Instituten
- Designhogeschool van Umeå
- Umeå Instituut voor Technologie
- Academie voor architectuur
- Handelshogeschool van Umeå (USBE)
- Pedagogische Academie Umeå (USE)
- Academie voor Schone Kunsten
- Umeå Centrum voor Sportwetenschappen
- Restauranthogeschool van Umeå